# Atenco
Atenco (Atenco in lingua nahuatl) è un comune e la città dello stato del Messico, il cui capoluogo è la località di San Salvador Atenco.